# چهار صندوق (گونه نمایشی)
چهار صندوق یک گونهٔ نمایشیِ ایرانی است که در اصل با عروسک اجرا می‌شده است، ولی بعدها به صورت رقص رقاصان واقعی هم درآمد. در این نمایش از چهار رنگ برای نشان دادن چهار بازیگر یا رقصنده یا عروسک استفاده می‌شده است.